# Ardashir Babakan
Ardashir Babakan fou un districte musulmà (ostan) format al segle vii al sud de Bagdad a l'oest del Tigris amb capital a Weh-Ardašīr (àrab Bahrasir) ciutat fundada pel rei Ardashir I a l'altre costat de Ctesifont; el districte tenia cinc subdistrictes (tassudj o tasug): Weh-Ardašīr, Rumaqan, Kuta, Nahr Dorqit, i Nahr Jawbar. Fou aviat incorporat al districte d'Arz Babel però després restablert en el califat d'Alí ibn Abi Tàlib.